# قلعه ویریه
ویریه‌سونگ (کره‌ای: 위례성; هانجا: 慰禮城) یا هان‌سونگ (کره‌ای: 한성; هانجا: 漢城)؛ نام دو پایتخت اولیه بکجه، یکی از سه پادشاهی کره بود. اعتقاد بر این است که هر دو در منطقه سئول امروزی بوده‌اند. به گفته سامگوک ساگی (قدیمی‌ترین کتاب تاریخ کره‌ای که در قرن دوازدهم نوشته شده‌است)، اونجو، پسر جومونگ بنیانگذار گوگوریو، ملت سیپجه (کره‌ای: 십제; هانجا: 十濟؛ بعدها بکجه شد) را در ویریه‌سونگ در سال ۱۸ قبل از میلاد تأسیس کرد. در حالی که برادر بزرگش بیریو خود را در میچوهول (کره‌ای: 미추홀; هانجا: 彌鄒忽) بیشتر در غرب مستقر کرد. محل میچوهول معمولاً اینچئون امروزی است.

پس از مدتی، بیریو متوجه شد که سرزمین میچوهول برای نگهداری مردمش بیش از حد بایر و شور است، بنابراین با مردمش به ویریه‌سونگ نقل مکان کرد (کمی بعد، نام ایالت از سیپجه به بکجه تغییر یافت). بعداً، اونجو به دلیل خطراتی که مالگال در شمال و لیوندانگ در شرق بکجه را تهدید می‌کرد به سمت جنوب حرکت کرد.
ویریه‌سونگ سابق، هابک(شمال رودخانه) و ویریه‌سونگ دوم، هانام(جنوب رودخانه) ویریه‌سونگ نامیده می‌شود. بسیاری معتقدند که دیوارهای خاکی پونگناپ توسونگ و مونگچون توسونگ در سونگپا-گو، سئول، بقایای هانام ویریه‌سونگ است.
در طول دوره هان‌سونگ، بکجه در برابر فرماندهان ماهان جنوبی و چین شمالی از جمله دایفنگ رشد کرد، که سعی در نقض مرز آنها داشت. در این روند، بکجه سیستم‌های سیاسی را اصلاح کرد و قلمرو خود را به منطقه ماهان و هوانگهه اختصاص داد و به عنوان یک قدرت منطقه ای تبدیل شد.
ویریه‌سونگ تا سال ۴۷۵ به عنوان پایتخت بکجه خدمت کرد، زمانی که پادشاه جانگسو گوگوریو به بکجه حمله کرد و ویریه‌سونگ و همچنین کل منطقه رودخانه هان را تصرف کرد و پادشاه بکجه گون‌گه‌رو را کشت. پادشاه بعدی بکجه، مونجو، به جنوب نقل مکان کرد و پایتخت جدید اونگجین (شهر گونگجو امروزی) را پایه‌گذاری کرد.